# Gong Dingzi
Gong Dingzi (龔鼎孶; 1615-1673) fue un poeta chino y político, un autor famoso y poeta chino clásico. También era un alto funcionario del gobierno que sirvió bajo el emperador Chongzhen, el corto periodo del régimen Shun del rebelde campesino Li Zicheng, y luego durante la nueva dinastía Qing fundada por los manchúes. Junto con Wu Weiye y Qian Qianyi, Gong Dingzi es famoso como uno de Los tres maestros de Jiangdong.

## Biografía
Tras pasar los exámenes para el servicio civil imperial para la región de Jiangnan como candidato principal en 1641, Gong Dingzi fue enviado a la capital, Pekín. De camino, conoció a su futura concubina, Gu Mei, que era una de las famosas cortesanas del distrito Qinhuai a la orilla del río Jiankang (moderna Nankín). 
En 1642, Gong servía en la administración del gobierno en Pekín, donde sus destituciones de ministros y las críticas a la política imperial enojaron al emperador Chongzhen, quién lo encarceló, en circunstancias horribles. Liberado a principios de la primavera de 1644, se reunió con Gu Mei. Poco después la capital fue saqueada por el ejército campesino liderado por Li Zicheng, y luego tomada por las fuerzas manchúes que entraron a través del Paso Shanhai y procedieron a establecer la dinastía Qing. A lo largo de todo ello, Gong Dingzi fue capaz de mantener su creatividad literaria.

## Trabajos
Entre otros trabajos de Gong Dingzi, La puerta de sauce blanco (Baimen liu) una colección de poesía ci (canción lírica) sobrevive.